# Рагходжи III Бхонсле
Рагходжи III Бхонсле (1806/1808 — 11 декабря 1853) — 7-й и последний махараджа Нагпура из династии Бхонсле (1818—1853).

## Биография

### Преемственность
Когда махараджа Нагпура Аппа Сахиб был арестован, британский резидент Дженкинс решил усыновить Баджибу, сына Бану Бай, в качестве преемника княжеского трона. Бану Бай была дочерью Рагходжи II. Церемония усыновления состоялась 26 июня 1818 года, и Баджиба был переименован в Рагходжи III.
Ему тогда было всего десять лет. Именно британский резидент взял всю администрацию в свои руки во время правления Рагходжи III. Бакабай, дочь Рагходжи II Бхонсле, должна была присматривать за дворцовыми делами. Можно сказать, что её стремление править, по крайней мере частично, было удовлетворено. Перед своей отставкой британский резидент провел большой дарбар и зачитал условия договора с Рагходжи III 1 декабря 1826 года. Он был ратифицирован генерал-губернатором 13 декабря 1826 года.

### Культура и паломничество
Дженкинс позаботился о воспитании Рагходжи III. Рагходжи был представлен «Трем Р.» и имел практические знания персидского и маратхи, хотя у него не было склонности к обучению. В начале своей королевской карьеры Рагходжи проявлял большой интерес к административным вопросам, но позже пренебрег ими.
Он любил музыку и танцы, а позже увлекся азартными играми, пренебрегая своими обязанностями. Он был пристрастен к выпивке и во время своей последней болезни отчаянно пил. Помимо этих личных пороков, Рагходжи в целом был справедливым и хорошим администратором, пользовавшимся популярностью среди своих подданных.
В 1838 году Рагходжи совершил паломничество в Каши, Гаю и другие святые места. Его сопровождал капитан Фицджеральд со своим мадрасским контингентом.

### Смерть
Рагходжи не имел сыновей, хотя у него было всего восемь жен. У него был один сын, который умер в младенчестве, после которого у него, вероятно, не было никаких потомков. Похоже, он не заботился о своем преемнике. Вероятно, он считал отсутствие сына недостатком и оставил вопрос о престолонаследии на произвол судьбы.
Это, однако, оказалось пагубным для дома Бхонсле, что подтверждается фактами. Рагходжи не был в хороших отношениях с британским резидентом Манселом. Это могло негативно повлиять на вопрос о престолонаследии.
Рагходжи III Бхонсле скончался в возрасте 47 лет после продолжительной 25-дневной болезни 11 декабря 1853 года. В соответствии с доктриной выморочных владений княжество было аннексировано британцами и стало Нагпурской провинцией.